# Teorema fonamental de la geometria de Riemann
En geometria de Riemann, el  teorema fonamental de la geometria de Riemann estableix que, donada una varietat de Riemann (o una varietat pseudoriemanniana), hi ha una única connexió sense torsió que preserva el tensor mètric. Tal connexió s'anomena connexió de Levi-Civita.
Més exactament:

Sigui {\displaystyle (M,g)} un varietat de Riemann (o varietat pseudoriemanniana) llavors hi ha una connexió única {\displaystyle \nabla } que satisfà les condicions següents:
1. Per a qualssevol camps vectorials {\displaystyle X,Y,Z} tenim {\displaystyle XG(Y,Z)=g(\nabla _{X}Y,Z)g(Y,\nabla _{X}Z)}, on {\displaystyle XG(Y,Z)} denota la derivada de la funció {\displaystyle g(Y,Z)} al llarg del camp vectorial {\displaystyle X}.
2. Per a qualssevol camps vectorials {\displaystyle X,Y} tenim {\displaystyle \nabla _{X}Y-\nabla _{Y}X=[X,Y]}, on {\displaystyle [X,Y]} denota el claudàtor de Lie per als camps vectorials {\displaystyle X,Y}.

La prova tècnica següent presenta una fórmula per als símbols de Christoffel de la connexió en un conjunt coordinat local. Per a una mètrica donada, aquest conjunt d'equacions pot arribar a suposar tot un repte. Hi ha mètodes més ràpids i més simples d'obtenir els símbols de Christoffel per a una mètrica donada, i amb la integral d'acció i les equacions associades d'Euler-Lagrange.

## Demostració
En aquesta prova utilitzem la notació d'Einstein.
Considereu el conjunt coordinat local {\displaystyle x^{i},\ i=1,2,...,m=\dim(M)} i denotem per
{\displaystyle {\mathbf {e} }_{i}={\partial  \over \partial x^{i}}} el camp dels marcs de base.
Els components {\displaystyle g_{i\;j}} són nombres reals del tensor mètric aplicat a una base, és a dir:
{\displaystyle G_{ij}\equiv {\mathbf {g} }({\vec {i}}_{i},{\mathbf {i} }_{j})}
Per a especificar la connexió, és suficient especificar els símbols de Christoffel {\displaystyle \Gamma _{ij}^{k}}.
Ja que {\displaystyle \Gamma _{ij}^{k}} són els camps de coordenades vectorials hem de:
{\displaystyle [{\mathbf {i} }_{i},{\mathbf {i} }_{j}]={\partial ^{2} \over \partial x^{j}\partial x^{i}}-{\partial ^{2} \over \partial x^{i}\partial x^{j}}=0}
per a tots   i   i   j  . Per tant, la segona propietat és equivalent a:
{\displaystyle \nabla _{{\mathbf {e} }_{i}}{{\mathbf {e} }_{j}}-\nabla _{{\mathbf {e} }_{j}}{{\mathbf {e} }_{i}}=0,\ \ } la qual cosa és equivalent a {\displaystyle \ \ \Gamma _{ij}^{k}=\Gamma _{ji}^{k}} per a tots els  i,  j  i  k.
La primera propietat de la  connexió de Levi-Civita (a dalt), llavors, és equivalent a:
{\displaystyle {\frac {\partial g_{ij}}{\partial x^{k}}}=\Gamma _{ki}^{a}g_{aj}\Gamma _{kj}^{a}g_{ia}}.
Això dona la relació única entre els símbols de Christoffel (que defineixen la derivada covariant) i els components del tensor mètric.
Podem invertir aquesta equació i expressar els símbols de Christoffel amb un petit truc, escrivint aquesta equació tres vegades amb una elecció pràctica dels índexs:
{\displaystyle \quad {\frac {\partial g_{ij}}{\partial x^{k}}}=\Gamma _{ki}^{a}g_{aj}\Gamma _{kj}^{a}g_{ia}}
{\displaystyle \quad {\frac {\partial g_{ik}}{\partial x^{j}}}=\Gamma _{ji}^{a}g_{ak}\Gamma _{JK}^{a}g_{ia}}
{\displaystyle -{\frac {\partial g_{JK}}{\partial x^{i}}}=-\Gamma _{ij}^{a}g_{ak}-\Gamma _{ik}^{a}g_{ja}}
Sumant, la majoria dels termes en el costat dret es cancel·len i ens quedem amb:
{\displaystyle G_{ia}\Gamma _{kj}^{a}={\frac {1}{2}}\left({\frac {\partial g_{ij}}{\partial x^{k}}}{\frac {\partial g_{ik}}{\partial x^{j}}}-{\frac {\partial g_{JK}}{\partial x^{i}}}\right)}
O amb l'invers de {\displaystyle \mathbf {g} }, definit com (amb la delta de Kronecker):
{\displaystyle G^{ki}g_{il}=\delta _{l}^{k}}
escrivim els símbols de Christoffel com a:
{\displaystyle \Gamma _{kj}^{i}={\frac {1}{2}}g^{ia}\left({\frac {\partial g_{aj}}{\partial x^{k}}}{\frac {\partial g_{ak}}{\partial x^{j}}}-{\frac {\partial g_{JK}}{\partial x^{a}}}\right)}
És a dir, els símbols de Christoffel (i per tant la derivada covariant) són determinats totalment per la mètrica, amb les equacions que impliquen la derivada de la mètrica.